# Guijianchou Ya
Guijianchou Ya ist ein steiles Felsenkliff an der Küste von King George Island im Archipel der Südlichen Shetlandinseln. Es liegt auf dem Suffield Point am Nordufer der Rocky Cove.
Chinesische Wissenschaftler benannten es im Zuge der Erstellung von Luftaufnahmen und der Durchführung von Kartierungsarbeiten im Jahr 1986.